# Marlborough (Schiff, 1858)
Die HMS Marlborough war ein Linienschiff mit Schraubenantrieb 1. Ranges, das 1855 für die Royal Navy gebaut wurde. Sie wurde als Segelschiff auf Kiel gelegt, noch während des Baus mit einer Dampfmaschinenanlage und entsprechendem Antrieb versehen und lief als Großlinienschiff mit Schraubenhilfsantrieb vom Stapel.

## Konstruktion
Ursprünglich war die Marlborough als segelndes Linienschiff nach einem vorhandenen, modifizierten Entwurf in Auftrag gegeben worden. Der Bau begann am 1. September 1850 in Portsmouth. 
Am 30. Oktober 1852 erhielt die Werft den Auftrag, die Marlborough zu einem Dampfsegelschiff mit 131 Kanonen umzubauen. Um Maschine und Kessel unterzubringen und die Rumpfform an den Schraubenantrieb anpassen zu können, wurde der Rumpf an drei Stellen auseinandergeschnitten und verlängert, wobei 7,01 m mittschiffs, 2,44 m in Richtung Heck und 1,52 m am Bug eingefügt wurden.
Eine Zweizylinder-Dampfmaschine mit einer Leistung von 800 nhp, die von Maudslay, Sons and Field speziell für die Marlborough gebaut worden war, trieb eine einzelne Schiffsschraube an. Da der Dampfantrieb zu dieser Zeit als Hilfsantrieb zum Segeln galt, wurde diese in einem bei Nichtgebrauch in den Rumpf einziehbaren Rahmen gebaut. Damit wurde der Wasserwiderstand verringert und die Segelleistungen verbessert.
Der Stapellauf begann am 31. Juli 1855, dauerte jedoch eine ganze Woche, nachdem das Schiff auf dem Slip hängen geblieben war. Noch ohne Rigg erreichte die Marlborough am 12. Mai 1856 in der Stokes Bay bei Probefahrten eine Geschwindigkeit von 11,886 kn. Nach ihrer Fertigstellung im Jahr 1858 wurde sie in Reserve für Dampfschiffe 1. Ranges aufgenommen.

## Verwendung

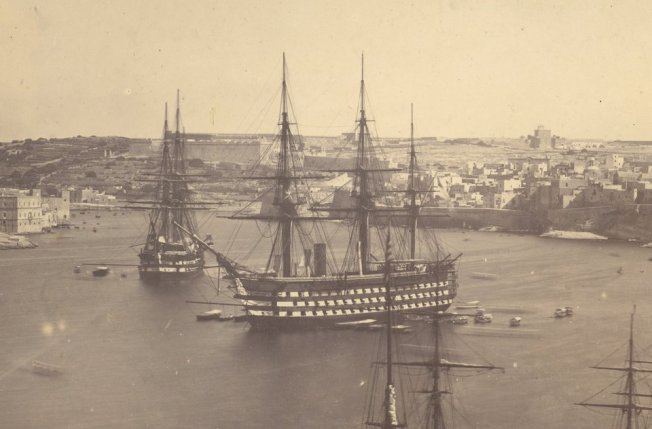
Die Marlborough in Valletta

Von 1858 bis 1864 diente die Marlborough als Flaggschiff der Mittelmeerflotte (unter der Flagge von Vizeadmiral William Fanshawe Martin, Kapitän William Houston Stewart, vom 3. Mai 1860 bis 20. April 1863; und von Vizeadmiral Robert Smart, Kapitän Charles Fellowes, ab 1863). Im Jahr 1864 wurde sie als Flaggschiff durch die Victoria ersetzt und segelte nach Portsmouth, wo sie im gleichen Jahr aus dem aktiven Dienst genommen wurde. Sie diente danach vor Ort als Ausbildungsschiff für Ingenieure (ca. Dezember 1878) und in der Folge um 1890 als Wohnschiff für die Steam Reserve und als Tender für die Asia. Während ihres Aufenthalts in Portsmouth wurde sie um 1870 zu einem Schiff mit 98 Kanonen herabgestuft. 1904 wurde sie in Vernon II umbenannt und nach Portchester gebracht, wo sie als Unterkunftsschiff für die dortige Torpedoschule diente. 

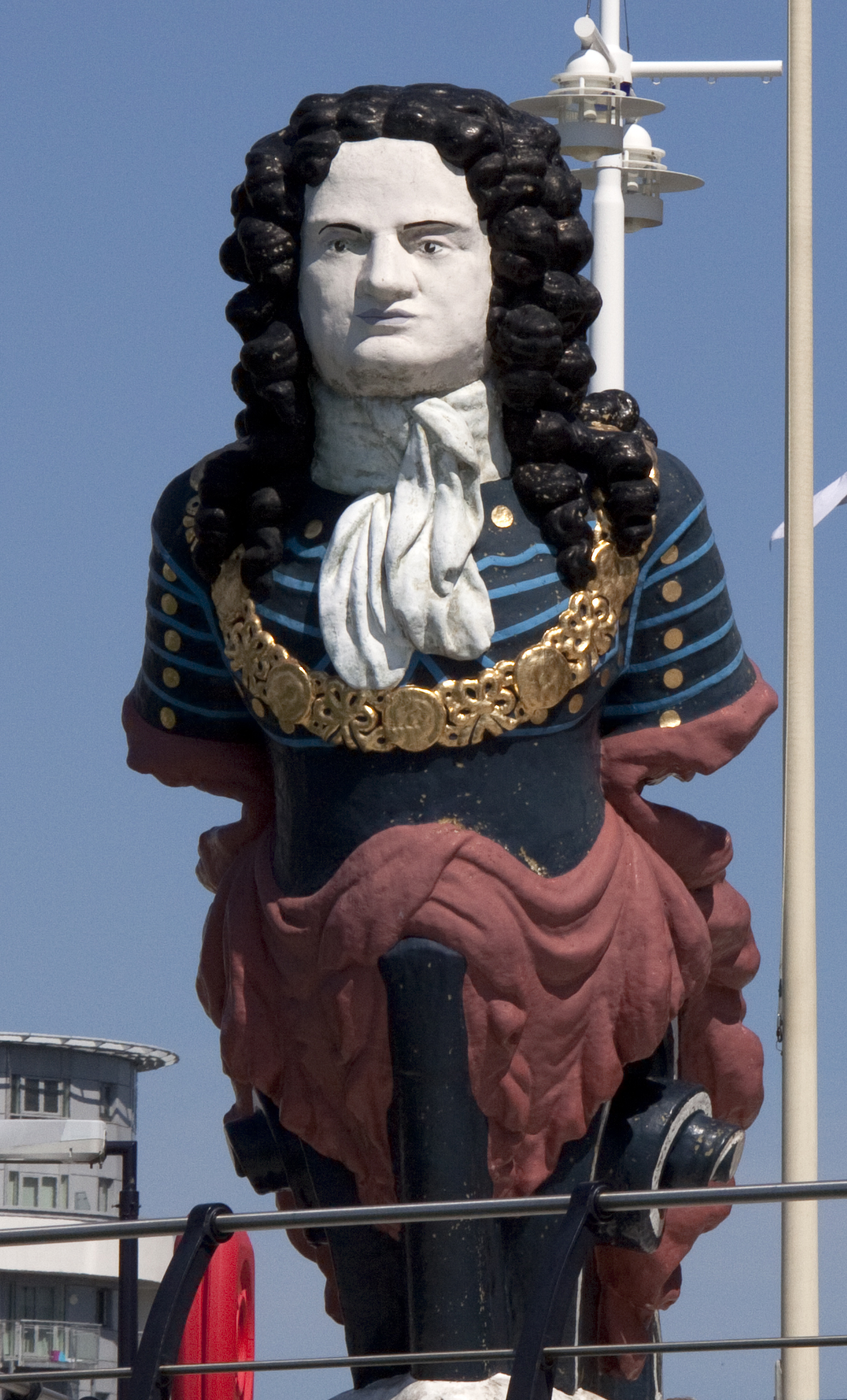
Galionsfigur der Marlborough in Portsmouth

## Verbleib
Im Jahr 1923 wurde die Torpedoschule an Land verlegt, und der alte Schiffsrumpf wurde nicht mehr benötigt. Die Vernon II wurde im Oktober 1924 zum Abwracken an A. Butcher verkauft. Auf dem Weg zur Abwrackwerft auf Osea Island kenterte und sank sie am 28. November 1924 vor Selsey mit Verlust von vier Mann der Besatzung.
Die Galionsfigur der Marlborough wurde im Einkaufszentrum Gunwharf Quays in Portsmouth aufgestellt. Dieses steht dort, wo sich die Torpedoschule nach ihrer Verlegung an Land befand.